# Günter Krombholz
Günter Krombholz (* 30. April 1952 in Erfurt) ist ein deutscher Beamter und war von 2003 bis 2018 Präsident des Thüringer Landesamtes für Statistik und Landeswahlleiter des Freistaats Thüringen.

## Leben
Nach dem Abschluss der Schule begann Krombholz eine Ausbildung zum Facharbeiter für Datenverarbeitung. Von 1975 bis 1979 war er als Schichtleiter in einem Rechenzentrum tätig und machte in dieser Zeit seinen Abschluss als Ingenieur für Datenverarbeitung. Im Jahr 1985 bestand er die Prüfungen zum Diplomingenieur für Informatik an der Ingenieurhochschule Dresden. Nach der Neugründung des Landes Thüringen und des Thüringer Landesamt für Statistik war Krombholz dort bis Ende März 2003 Abteilungsleiter für Datenverarbeitung, stellvertretender Präsident des Landesamts und stellvertretender Landeswahlleiter. Im April 2003 wurde er als Nachfolger von Gerhard Scheuerer zum Präsidenten des Thüringer Landesamt für Statistik ernannt und wenige Monate später zum Landeswahlleiter bestellt. Mit Vollendung des 66. Lebensjahres am 30. April 2018 geht Krombholz in Pension. Sein Nachfolger als Präsident ist seit dem 1. Mai der ehemalige Innenminister Holger Poppenhäger. In Absprache mit dem Thüringer Innenministerium blieb Krombholz für eine Übergangszeit von einem Jahr weiterhin ehrenamtlicher Landeswahlleiter.
Günter Krombholz ist verheiratet und hat einen Sohn.